# Bloemspartelkevers
Bloemspartelkevers of geschouderde sparteltorren (Scraptiidae) zijn een familie van kevers (Coleoptera). Er zijn zo'n 400 soorten beschreven, verspreid in 30 geslachten. Bloemspartelkevers hebben een wereldwijde verspreiding en zijn in een aantal gebieden zeer algemeen. Ze kunnen eenvoudig worden verward met soorten uit de verwante familie van de spartelkevers (Mordellidae). In Nederland komen vijftien inheemse soorten voor.

## Geslachten
Enkele geslachten zijn:
- Allopoda
- Anaspis
- Canifa
- Cyrtanaspis
- Diclidia
- Larisia
- Nassipa
- Naucles
- Neoscraptia
- Pectotoma
- Pentaria
- Pseudopentaria
- Scraptia
- Silaria
- Sphingocephalus
- Trotomma
- Trotommidea

## In Nederland waargenomen soorten
- Genus: Anaspis
  - Anaspis bohemica
  - Anaspis brunnipes
  - Anaspis costai
  - Anaspis fasciata
  - Anaspis flava
  - Anaspis frontalis
  - Anaspis garneysi
  - Anaspis lurida
  - Anaspis maculata
  - Anaspis pulicaria
  - Anaspis regimbarti
  - Anaspis ruficollis
  - Anaspis rufilabris
  - Anaspis thoracica
  - Anaspis varians
- Genus: Scraptia
  - Scraptia fuscula